# Defterdár

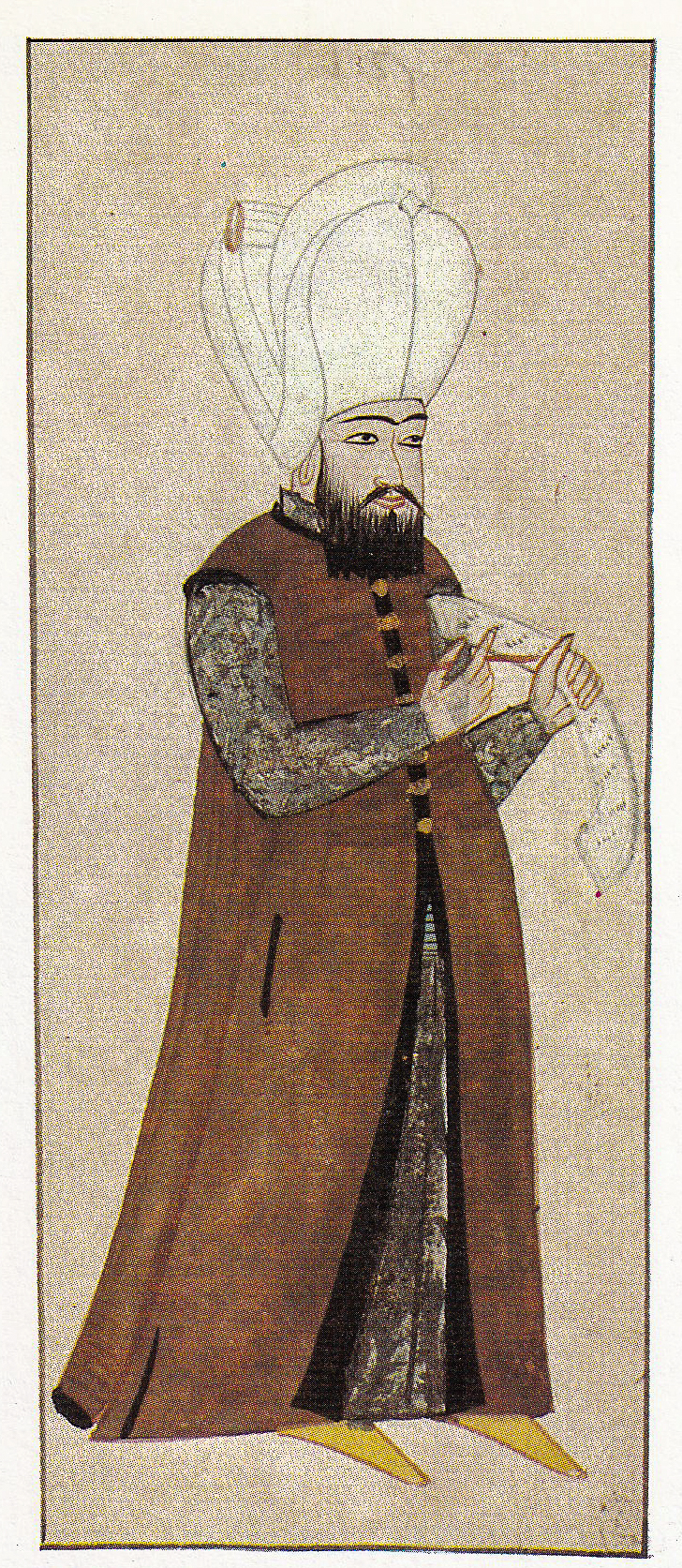

A defterdár a török adószedők megnevezése, akik felelősek voltak az adólajstromok (defterek) összeállításáért.
Az Oszmán Birodalom központi pénzügyigazgatásának vezetője, s rajta kívül az egyes tartományok (vilajetek) pénzügyei legfőbb intézőjének neve. A 15. század végétől a birodalom készpénzbevételeit és -kiadásait a „mál defterdári”, külön a szolgálati birtokok nyilvántartását a „tímár defterdári” vezette. A tényleges közvetlen adószedők az eminek voltak. Az eminek (adószedők, adóbérlők) maguk ajánlották meg, hogy az egyes településektől mennyi adót szednek be. Mivel a legtöbbet ígérők kapták a 3 évre szóló (de kedvezőbb ajánlat esetén visszavonható) megbízást, ezért ez a versengés hozzájárult az állami adók folyamatos emeléséhez. A defterdárokat és a többi fő közigazgatási személyt a szultán nevezte ki, és váltotta le. Tisztségüket a gyors meggazdagodás, ajándékozás reményében vállalták.

## Kapcsolódó szócikk
- Szultáni szeráj